# Pericallimyia immaculata
Pericallimyia immaculata är en tvåvingeart som beskrevs av Zumpt 1956. Pericallimyia immaculata ingår i släktet Pericallimyia och familjen spyflugor. Inga underarter finns listade i Catalogue of Life.